# Tricobaptes auristrigata
Tricobaptes auristrigata är en fjärilsart som beskrevs av Carl Plötz 1880. Tricobaptes auristrigata ingår i släktet Tricobaptes och familjen Thyrididae. Inga underarter finns listade i Catalogue of Life.